# Rhabdotorrhinus
Rhabdotorrhinus A. B. Meyer e Wiglesworth, 1895 è un genere della famiglia dei Bucerotidi con rappresentanti originari del Sud-est asiatico. Comprende specie di grandi dimensioni, prive di un casco sul becco completamente sviluppato, ma dotate solo di una sorta di rigonfiamento rialzato in prossimità della base, spesso attraversato da una serie di scanalature trasversali. La pelle nuda sulla gola e sulla faccia è vivacemente colorata. La colorazione del piumaggio è diversa per i due sessi, la coda è sempre bianca. Tutte le specie del genere Rhabdotorrhinus, come gli altri buceri, nidificano nelle cavità degli alberi.

## Tassonomia
Il genere comprende le seguenti specie:
- Rhabdotorrhinus waldeni (Sharpe, 1877) - bucero di Walden;
- Rhabdotorrhinus leucocephalus (Vieillot, 1816) - bucero testabianca;
- Rhabdotorrhinus exarhatus (Temminck, 1823) - bucero di Sulawesi;
- Rhabdotorrhinus corrugatus (Temminck, 1832) - bucero corrugato.

Il genere, pur essendo di «antica» istituzione, è stato ripristinato solo di recente. Fino a poco tempo fa, infatti, R. waldeni, R. leucocephalus e R. corrugatus venivano classificati nel genere Aceros, attualmente monotipico, mentre R. exarhatus veniva classificato in Penelopides.